# Кристиансан
Крѝстиансан (на норвежки: Kristiansand, бивше име Christianssand) е град и община, както и административен център на фюлке Вест Агдер в Норвегия. Разположен е при вливането на река Отра в Северно море. Той е петият по големина град в Норвегия, и най-големият град в т. нар. Сьорланде (Sørlandet, източното крайбрежие на Норвегия). Градът е с население около 78 000 жители.
Кристиансан е създаден от датския крал Кристиан IV, който през 1641 произнесъл известните думи „Тук градът ще стои“. Създаден е като търговски център, за да подобри растежа на местността в стратегически план. Центъра на града се нарича Квадратурен, поради мрежата от квадрати, създаващи улиците му. Най-големият музикален фестивал в Норвегия, „Кварт Фестивал“ се провежда в Кристиансан през юли всяка година. Фестивалът се състои от петдневни концерти на големи сцени на остров Одерьой. Градът е основно пристанище в Норвегия, като от него тръгват фериботи до други градове в Норвегия, както и за Дания, Швеция и Германия.

## Спорт
В спорта градът е представен от своя футболен отбор ИК Старт, който играе на своя нов стадион „Сьор Арена“. Известни спортисти са Андреас Туркилдсен (Олимпийски шампион по хвърляне на копие), Холгер Хот Юхансен (Световен шампион по спортно ориентиране) и няколко хандбалисти от националния отбор.

## Известни личности
Починали в Кристиансан
- Йорген Му (1813 – 1882), фолклорист